# Az Esernyő Akadémia
Az Esernyő Akadémia (eredeti cím: The Umbrella Academy) 2019 és 2024 között vetített amerikai sci-fi–fantasy–dráma sorozat, amelyet Steve Blackman alkotott.
A sorozat producere Kevin Lafferty és Sneha Koorse. A rendezője Jeremy Slater. A zeneszerzője Jeff Russo. A főszerepekben Elliot Page, Tom Hopper, David Castañeda, Emmy Raver-Lampman, Robert Sheehan, Aidan Gallagher láthatók. A sorozat a Borderline Entertainment, a Dark Horse Entertainment, a Universal Cable Productions megbízásából készült, forgalmazója a Netflix és az NBCUniversal Television Distribution.
Amerikában 2019. február 15-én vált elérhetővé a Netflixen. Magyarországon 2020. július 31-tól elérhető szinkronosan a Netflixen.
A filmsorozat képregény-eredetije 2019-ben jelent meg Magyarországon a Vad Virágok Könyvműhely gondozásában.

## Cselekmény
1989. október 1-jén a világon 43 nő egyidejűleg szül, annak ellenére, hogy aznapig egyikük se mutatta a terhesség jeleit. Hét gyermeket örökbe fogad az excentrikus milliárdos, Sir Reginald Hargreeves, és szuperhős csapatot alakít, az úgynevezett Esernyő Akadémiát. Hargreeves nevek helyett számokat ad a gyerekeknek, ám a robot-anya, Grace elnevezi őket: Luther, Diego, Allison, Klaus, Ötös, Ben és Ványa.
Luther négy éven át a Holdon él, Allison híres színésznő lett, Ványa hegedűművész, Klaus drogfüggő, Ben meghalt, akit csak Klaus lát és ő képes beszélgetni vele. Az egymástól elidegenedett testvérek megtudják, hogy Reginald, az „apjuk” meghalt és összegyűlnek a temetésére. Az Ötös visszatér a jövőből és kiderül, hogy pár nap múlva egy globális apokalipszis küszöbén áll a világ. A testvérek elképesztően szerteágazó életet élnek és nem feltétlen jönnek ki jól egymással, aminek következtében sok gondba keverik egymást.

## Szereplők

### Főszereplők
| Színész                              | Szereplő                                                  | Magyar hang                                                              |
| ------------------------------------ | --------------------------------------------------------- | ------------------------------------------------------------------------ |
| Elliot Page                          | Vanya Hargreeves / Viktor Hargreeves (3. évadtól) / Hetes | Bogdányi Titanilla (3. évad 1. részig) Nagy Gereben (3. évad 2. résztől) |
| Tom Hopper Cameron Brodeur (fiatal)  | Luther Hargreeves / Egyes                                 | Varga Gábor Tóth Márk (fiatal)                                           |
| David Castañeda                      | Diego Hargreeves / Kettes                                 | Ember Márk                                                               |
| Emmy Raver-Lampman                   | Allison Hargreeves / Hármas                               | Dobó Enikő                                                               |
| Robert Sheehan                       | Klaus Hargreeves / Négyes                                 | Gacsal Ádám                                                              |
| Aidan Gallagher Sean Sullivan (idős) | Five Hargreeves / A Fiú / Ötös                            | Bogdán Gergő Csuha Lajos (idős)                                          |
| Mary J. Blige                        | Cha-Cha                                                   | Radó Denise                                                              |
| Cameron Britton                      | Hazel                                                     | Gémes Antos                                                              |
| John Magaro                          | Leonard Peabody / Harold Jenkin                           | Hamvas Dániel                                                            |
| Adam Godley (hang)                   | Pogo                                                      | Dunai Tamás                                                              |
| Ken Hall (mozgás)                    | Pogo                                                      | Dunai Tamás                                                              |
| Colm Feore                           | Sir Reginald Hargreeves                                   | Fodor Tamás                                                              |
| Justin H. Min                        | Ben Hargreeves / Hatos                                    | Baráth István                                                            |
| Ritu Arya                            | Lila Pitts                                                | Nagy Katica                                                              |
| Yusuf Gatewood                       | Raymond Chestnut                                          | Welker Gábor                                                             |
| Marin Ireland                        | Sissy Cooper / Dana Pocket                                | Kovács Patrícia                                                          |
| Kate Walsh                           | Intéző                                                    | Pálfi Kata                                                               |
| Génesis Rodríguez                    | Sloane Hargreeves / Ötös                                  | Csuha Bori                                                               |
| Britne Oldford                       | Fei Hargreeves / Hármas                                   | Ligeti Kovács Judit                                                      |

### Mellékszereplők
| Színész               | Szereplő                      | Magyar hang         |
| --------------------- | ----------------------------- | ------------------- |
| Sheila McCarthy       | Agnes Rofa                    | Vándor Éva          |
| Jordan Claire Robbins | Grace Hargreeves / Anya       | Solecki Janka       |
| Kevin Rankin          | Elliott                       | Rajkai Zoltán       |
| Stephen Bogaert       | Carl Cooper                   | Dolmány Attila      |
| Callum Keith Rennie   | Harlan Cooper / Lester Pocket | Schnell Ádám        |
| Jake Epstein          | Alphonso Hargreeves / Négyes  | Szatory Dávid       |
| Cazzie David          | Jayme Hargreeves / Hatos      | Kis-Kovács Luca     |
| Javon Walton          | Stanley "Stan"                | Kovács András Bátor |
| Julian Richings       | Chet Rodo                     | Koncz István        |
| Justin Cornwell       | Marcus Hargreeves / Egyes     | Horváth Illés       |
| David Cross           | Sy Grossman                   | Kardos Róbert       |
| Nick Offerman         | Dr. Gene Thibodeau            | Epres Attila        |
| Megan Mullally        | Dr. Jean Thibodeau            | Murányi Tünde       |
| Millie Davis          | Claire Hargreeves             | Schmidt Karolina    |
| Victoria Sawal        | Jennifer / Rosie              | Mikecz Estilla      |
| Liisa Repo-Martell    | Abigail Hargreeves            | Kovács Nóra         |
| George Tchortov       | Quinn                         | Mészáros András     |
| Jessica Greco         | Bea                           | Bognár Anna         |
| Martin Roach          | Lance Ribbons                 | Király Attila       |

### Magyar változat
- Magyar szöveg: Blahut Viktor, Nékám Petra
- Hangmérnök: Halas Péter
- Vágó: Halas Péter (1–2. évad), Wünsch Attila (3–4. évad)
- Gyártásvezető: Vígvári Ágnes
- Szinkronrendező: Szalay Csongor
- Produkciós vezető: Koleszár Veronika (1–3. évad), Fekete Márk (4. évad)

A szinkront a Direct Dub Studios készítette.

## Epizódok
| Évad | Évad | Epizódok száma | Eredeti sugárzás   | Eredeti sugárzás   | Eredeti adó        | Magyar sugárzás    | Magyar sugárzás   | Magyar adó |
| Évad | Évad | Epizódok száma | Évadpremier        | Évadfinálé         | Eredeti adó        | Évadpremier        | Évadfinálé        | Magyar adó |
| ---- | ---- | -------------- | ------------------ | ------------------ | ------------------ | ------------------ | ----------------- | ---------- |
|      | 1    | 10             | 2019. február 15.  | 2019. február 15.  |                    | 2019. február 15.  | 2019. február 15. |            |
|      | 2    | 10             | 2020. július 31.   | 2020. július 31.   | 2020. július 31.   | 2020. július 31.   |                   |            |
|      | 3    | 10             | 2022. június 22.   | 2022. június 22.   | 2022. június 22.   | 2022. június 22.   |                   |            |
|      | 4    | 6              | 2024. augusztus 8. | 2024. augusztus 8. | 2024. augusztus 8. | 2024. augusztus 8. |                   |            |

### 1. évad (2019)
| Sor. | Év. | Cím                                                                                         | Rendező          | Író                                     | Premier                             |
| ---- | --- | ------------------------------------------------------------------------------------------- | ---------------- | --------------------------------------- | ----------------------------------- |
| 1.   | 1.  | Csak esküvőkön és temetéseken találkozunk (We Only See Each Other at Weddings and Funerals) | Peter Hoar       | Jeremy Slater                           | 2019. február 15. 2019. február 15. |
| 2.   | 2.  | Fuss, fiú, fuss! (Run Boy Run)                                                              | Andrew Bernstein | Steve Blackman                          | 2019. február 15. 2019. február 15. |
| 3.   | 3.  | (Nem) különleges (Extra Ordinary)                                                           | Andrew Bernstein | Ben Nedivi és Matt Wolpert              | 2019. február 15. 2019. február 15. |
| 4.   | 4.  | Ember a holdon (Man on the Moon)                                                            | Ellen Kuras      | Lauren Schmidt Hissrich                 | 2019. február 15. 2019. február 15. |
| 5.   | 5.  | Ötös (Number Five)                                                                          | Ellen Kuras      | Bob DeLaurentis                         | 2019. február 15. 2019. február 15. |
| 6.   | 6.  | Ami megtörténhetett volna (The Day That Wasn't)                                             | Stephen Surjik   | Sneha Koorse                            | 2019. február 15. 2019. február 15. |
| 7.   | 7.  | Ami megtörtént (The Day That Was)                                                           | Stephen Surjik   | Ben Nedivi és Matt Wolpert              | 2019. február 15. 2019. február 15. |
| 8.   | 8.  | Hallottam egy pletykát (I Heard a Rumor)                                                    | Jeremy Webb      | Lauren Schmidt Hissrich és Sneha Koorse | 2019. február 15. 2019. február 15. |
| 9.   | 9.  | Változások (Changes)                                                                        | Jeremy Webb      | Lauren Schmidt Hissrich és Sneha Koorse | 2019. február 15. 2019. február 15. |
| 10.  | 10. | A fehér hegedű (The White Violin)                                                           | Peter Hoar       | Steve Blackman                          | 2019. február 15. 2019. február 15. |

### 2. évad (2020)
| Sor. | Év. | Cím                                                          | Rendező         | Író                               | Premier                           |
| ---- | --- | ------------------------------------------------------------ | --------------- | --------------------------------- | --------------------------------- |
| 11.  | 1.  | Ismét ott, ahonnan elindultunk (Right Back Where We Started) | Sylvain White   | Steve Blackman                    | 2020. július 31. 2020. július 31. |
| 12.  | 2.  | A Frankel-felvétel (The Frankel Footage)                     | Stephen Surjik  | Mark Goffman                      | 2020. július 31. 2020. július 31. |
| 13.  | 3.  | A svéd meló (The Swedish Job)                                | Stephen Surjik  | Jesse McKeown                     | 2020. július 31. 2020. július 31. |
| 14.  | 4.  | A Fenséges Tizenkettő (The Majestic 12)                      | Tom Verica      | Bronwyn Garrity                   | 2020. július 31. 2020. július 31. |
| 15.  | 5.  | Valhalla (Valhalla)                                          | Tom Verica      | Robert Askins                     | 2020. július 31. 2020. július 31. |
| 16.  | 6.  | Könnyű vacsora (A Light Supper)                              | Ellen Kuras     | Aeryn Michelle Williams           | 2020. július 31. 2020. július 31. |
| 17.  | 7.  | Öga för öga (Öga for Öga)                                    | Ellen Kuras     | Nikki Schiefelbein                | 2020. július 31. 2020. július 31. |
| 18.  | 8.  | A hét stádium (The Seven Stages)                             | Amanda Marsalis | Mark Goffman és Jesse McKeown     | 2020. július 31. 2020. július 31. |
| 19.  | 9.  | 743 (743)                                                    | Amanda Marsalis | Bronwyn Garrity és Roberto Askins | 2020. július 31. 2020. július 31. |
| 20.  | 10. | Valami véget ér (The End of Something)                       | Jeremy Webb     | Steve Blackman                    | 2020. július 31. 2020. július 31. |

### 3. évad (2022)
| Sor. | Év. | Cím                                                               | Rendező       | Író                                      | Premier                           |
| ---- | --- | ----------------------------------------------------------------- | ------------- | ---------------------------------------- | --------------------------------- |
| 21.  | 1.  | Bemutatkozik a család (Meet the Family)                           | Jeremy Webb   | Steve Blackman és Michelle Lovretta      | 2022. június 22. 2022. június 22. |
| 22.  | 2.  | A világ legnagyobb gombolyaga (The World's Biggest Ball of Twine) | Cheryl Dunye  | Jesse McKeown                            | 2022. június 22. 2022. június 22. |
| 23.  | 3.  | A villám ereje (Pocket Full of Lightning)                         | Cheryl Dunye  | Robert Askins                            | 2022. június 22. 2022. június 22. |
| 24.  | 4.  | Kugelblitz (Kugelblitz)                                           | Sylvain White | Aeryn Michelle Williams                  | 2022. június 22. 2022. június 22. |
| 25.  | 5.  | Erkölcsi kérdés (Kindest Cut)                                     | Sylvain White | Elizabeth Padden                         | 2022. június 22. 2022. június 22. |
| 26.  | 6.  | Marigold (Marigold)                                               | Jeff F. King  | Lauren Otero                             | 2022. június 22. 2022. június 22. |
| 27.  | 7.  | Auf Wiedersehen (Auf Wiedersehen)                                 | Kate Woods    | Michelle Lovretta                        | 2022. június 22. 2022. június 22. |
| 28.  | 8.  | Világvégi esküvő (Wedding at the End of the World)                | Paco Cabezas  | Jesse McKeown és Aeryn Michelle Williams | 2022. június 22. 2022. június 22. |
| 29.  | 9.  | A hét harang (Six Bells)                                          | Paco Cabezas  | Robert Askins                            | 2022. június 22. 2022. június 22. |
| 30.  | 10. | Feledés (Oblivion)                                                | Jeff F. King  | Steve Blackman és Robert Askins          | 2022. június 22. 2022. június 22. |

### 4. évad (2024)
| Sor. | Év. | Cím                                                                                           | Rendező      | Író | Premier                               |
| ---- | --- | --------------------------------------------------------------------------------------------- | ------------ | --- | ------------------------------------- |
| 31.  | 1.  | A cél elérésének elviselhetetlen tragédiája (The Unbearable Tragedy of Getting What You Want) | Jeremy Webb  | Steve Blackman & Jesse McKeown                                                                                  | 2024. augusztus 8. 2024. augusztus 8. |
| 32.  | 2.  | Jean és Gene (Jean and Gene)                                                                  | Jeremy Webb  | Történet: Molly Nussbaum, Robert Askins és Jesse McKeown Tévéjáték: Molly Nussbaum és Robert Askins             | 2024. augusztus 8. 2024. augusztus 8. |
| 33.  | 3.  | A tintahal és a kislány (The Squid and The Girl)                                              | Paco Cabezas | Aeryn Michelle Williams és Elizabeth Padden                                                                     | 2024. augusztus 8. 2024. augusztus 8. |
| 34.  | 4.  | Megtisztulás (The Cleanse)                                                                    | Paco Cabezas | Lauren Otero és Thomas Page McBee                                                                               | 2024. augusztus 8. 2024. augusztus 8. |
| 35.  | 5.  | Hat év, öt hónap és két nap (Six Years, Five Months, and Two Days)                            | Neville Kidd | Történet: Robert Askins, Christopher High, Jesse McKeown és Andrew Raab Tévéjáték: Jesse McKeown és Andrew Raab | 2024. augusztus 8. 2024. augusztus 8. |
| 36.  | 6.  | A kezdet vége (End of the Beginning)                                                          | Paco Cabezas | Történet: Jesse McKeown Tévéjáték: Jesse McKeown, Robert Askins, Christopher High és Steve Blackman             | 2024. augusztus 8. 2024. augusztus 8. |

## Gyártás

### Fejlesztés
Az Esernyő Akadémia képregény alapján filmet akart készíteni a Universal Pictures. Eredetileg Mark Bomback írta volna a forgatókönyvet. A Newsarama interjújában a 2012-es new york-i Comic Conon Way megemlítette, hogy zajlanak az előkészületek.
2015. július 7-én bejelentették, hogy az Esernyő Akadémiát a Universal Cable Productions fogja gyártani és film helyett sorozatot fognak belőle csinálni. 2017. július 11-én bejelentették, hogy a Netflix megvette a sorozat jogait és az első évad premierje 2019-ben lesz, Way és Bá lettek a vezető producerek. Jeremy Slater írta a próbaepizód forgatókönyvét. Az első évad a Netflixen 2019. február 15-én jelent meg.
2019. április 2-án a sorozatot megújították egy második évadra. A második évad 2020. július 31-én jelent meg.

### Forgatás
Az első szezon forgatása 2018. január 15-én kezdődött el Torontóban. További forgatásra Hamiltonban került sor.
A színház, ahol Ványa hegedüléssel fellép, az Elgin Színház. A színház külsejét a Mazzoleni Koncertcsarnok adta. A kastély külsejét egy hamiltoni épületben forgatták, a belső teret pedig a stúdióban. A kanadai nemzeti vasútállomást pedig banki rablások jelenetére használták. A forgatás 2018. július 18-án ért véget.
A második évad forgatása 2019 júniusában kezdődött, és 2019. november 23-án ért véget.

### Vizuális effektek
A sorozat vizuális hatásait a SpinVFX és a Weta Digital készítette. A VFX felügyelője, Everet Burrell megerősítette, hogy tradicionális művészeti technikákat alkalmazott a korai koncepció vázlatoknál. Burrell felhívta Joseph Conmy-t, aki korábban a majmok bolygója filmeknél működött közre, hogy dolgozza ki Pogo karakterének vizuális hatását. Ken Hallnak sikerült a mozgást rögzítenie Pogo számára egy szürke öltöny segítségével, hogy később létrehozzák a csimpánz CGI-jét, Adam Godley pedig arckifejezéseket és hangfelvételeket készített a karakternek.
A SpinVFX csapata megerősítette, hogy legalább 563 felvételt készítettek a Netflix számára.
Az Ötös időben és térben ugró hatásaiért Burrell szerette volna, hogy a hatások organikusak és folyékonyak legyenek, jelezve, mennyi idő és világ hajlik körülötte, amikor ugrik, és milyen gyorsnak kell lennie. Ehhez több mint 30 képkockát használt az első epizódokban, ám a sorozat előrehaladásával ez 10 képkockára csökkent.